# 鴨田町 (岡崎市)
鴨田町（かもだちょう）は、愛知県岡崎市岩津地区の町名。丁番を持たない単独町名であり、18の小字が設置されている。

## 地理
岡崎市の北西部に位置する。町内には松平氏菩提寺の大樹寺や、その塔頭を始めとした宗教施設が多数存在し、東部には真福寺道が通る。
かつては町域中央部を名鉄挙母線が通っていた。岡崎市内線と名鉄挙母線の事実上の接続駅だった大樹寺駅が町域中心部にあり、挙母線廃止後は名鉄バス大樹寺バス停（バスターミナル）及び駐車場となっている。

### 小字
| - 東田（あずまだ） - 荒子（あらこ） - 池内（いけうち） - 北浦（きたうら） - 北魂場（きたこんば） - 郷前（ごうまえ） | - 猿堂（さるどう） - 下川通（しもかわどおり） - 末広（すえひろ） - 田起（たおこし） - 辻（つじ） - 所屋敷（ところやしき） | - 広元（ひろもと） - 深田（ふかだ） - 南魂場（みなみこんば） - 向山（むかいやま） - 山畔（やまぐろ） - 山ノ圦（やまのいり） |

## 世帯数と人口
2019年（令和元年）5月1日現在の世帯数と人口は以下の通りである。
| 町丁   | 世帯数    | 人口    |
| ------ | --------- | ------- |
| 鴨田町 | 2,383世帯 | 5,295人 |

### 人口の変遷
国勢調査による人口の推移
| 1995年（平成7年）  | 5,673人 | [ 5 ] |  |
| 2000年（平成12年） | 5,444人 | [ 6 ] |  |
| 2005年（平成17年） | 5,533人 | [ 7 ] |  |
| 2010年（平成22年） | 5,646人 | [ 8 ] |  |
| 2015年（平成27年） | 5,222人 | [ 9 ] |  |

## 小・中学校の学区
市立小・中学校に通う場合、学区は以下の通りとなる。
| 字・番地等 | 小学校               | 中学校           | 高等学校 |
| ---------- | -------------------- | ---------------- | -------- |
| 字南魂場   | 岡崎市立井田小学校   | 岡崎市立葵中学校 | 三河学区 |
| その他     | 岡崎市立大樹寺小学校 | 岡崎市立北中学校 | 三河学区 |

## 歴史
額田郡鴨田村を前身とする。8世紀中頃に、額田八郷の一つとして鴨田郷ができた。
中世、1467年、鴨田郷に分立されていた松平氏第4代松平親忠が、井田野合戦で勝利したのち戦死者を弔うため井田野の地に念仏堂（現西光寺）を建立し、千人塚を築いた。西光寺は岡崎観光きらり百選に、千人塚は市指定史跡に、それぞれ選定されている。松平氏菩提寺の大樹寺を建立したのも松平親忠とされる。
1560年5月19日昼、桶狭間の戦いで今川義元が戦死。同日夕方に大高城で義元戦死の報を聞いた松平元康（後の徳川家康）は夜半に退城し、翌20日、大樹寺に入った。ほどなく今川軍が岡崎城を退去したため、23日、元康は岡崎城に入城し、自立への第一歩を踏み出した。
江戸時代には大樹寺領及び鴨田天満宮領となる。

### 沿革
- 1878年（明治11年） - 門前村と合併[19]。
- 1889年（明治22年）10月1日 - 町村制施行。大樹寺村・薮田村・百々村・瀧村・東阿知和村・井田村と合併し、大樹寺村大字鴨田となる[19]。
- 1906年（明治39年）5月1日 - 合併に伴い、岩津村大字鴨田となる[20]。
- 1928年（昭和3年）5月1日 - 町制施行に伴い、岩津町大字鴨田となる[20]。
- 1955年（昭和30年）2月1日 - 岡崎市へ編入し、同市鴨田町となる[20]。
- 1968年（昭和43年）2月1日 - 一部が鴨田本町となる[21][20]。
- 1976年（昭和51年）3月25日 - 岡崎都市計画中部土地区画整理事業により、一部が井田新町となる[22]。
- 1978年（昭和53年）
  - 3月21日 - 同事業により一部が鴨田南町、寿町、大樹寺1・3丁目、薮田1丁目となる[22]。
  - 8月10日 - 東阿知和土地区画整理組合事業により、一部が堂前町となる[22]。

### 史跡
- 松平八代墓[23]
  - 初代松平親氏墓
  - 二代松平泰親墓
  - 三代松平信光墓
  - 四代松平親忠墓
  - 五代松平長親墓
  - 六代松平信忠墓
  - 七代松平清康墓
  - 八代松平広忠墓
- 千人塚[24]

## 交通
道路
- 国道248号
- 愛知県道26号岡崎環状線（竜北メーンロード）
- 愛知県道39号岡崎足助線（足助街道、青木橋通り）
- 愛知県道335号南大須鴨田線（大沼街道）

バス
- 名鉄バス大樹寺駅バスターミナル[25]
  - 岡崎市内線[25]
  - 川向線[25]
  - 岡崎・足助線[25]
  - 大沼線[25]
  - 大樹寺線[25]
  - 大門駅・市民病院線[25]
  - 大樹寺・病院線[25]

## 施設
池内
- シャトレーゼ 岡崎店

北浦
- 鴨田天満宮
- 鴨田町民会館

北魂場
- イワタニ東海 三河支社

郷前
- 真如寺
- 慈光寺

末広
- 忍阿院
- 荒神社

田起
- 大樹寺学区市民ホーム
- 名古屋銀行 大樹寺支店
- スギ薬局 鴨田店

所屋敷
- タマホーム岡崎店
- 焼肉きんぐ 鴨田店

広元
- 大樹寺
- 回向院
- 白山神社
- 深田公園
- 岡崎市立大樹寺小学校
- 岡崎市大樹寺保育園
- あいち三河農業協同組合 大樹寺支店
- すき家 岡崎鴨田店
- 松屋 岡崎北店
- かっぱ寿司 岡崎大樹寺店
- ファミリーマート 岡崎鴨田広元店
- シュープラザ 岡崎店
- 洋服の青山 岡崎鴨田店
- 買取王国 岡崎大樹寺店
- TSUTAYA 岡崎大樹寺店
- ネッツトヨタ愛知 U-Car大樹寺店
- 西日本三菱自動車販売 岡崎大樹寺店

南魂場
- 善揚院
- 社会福祉法人ぜんよう会八十塚保育園

向山
- 西光寺
- 千人塚
- ファミリーマート 岡崎鴨田東店

山畔
- 九品院
- 金松寺
- 岡崎鴨田郵便局
- 百々公園

## ギャラリー

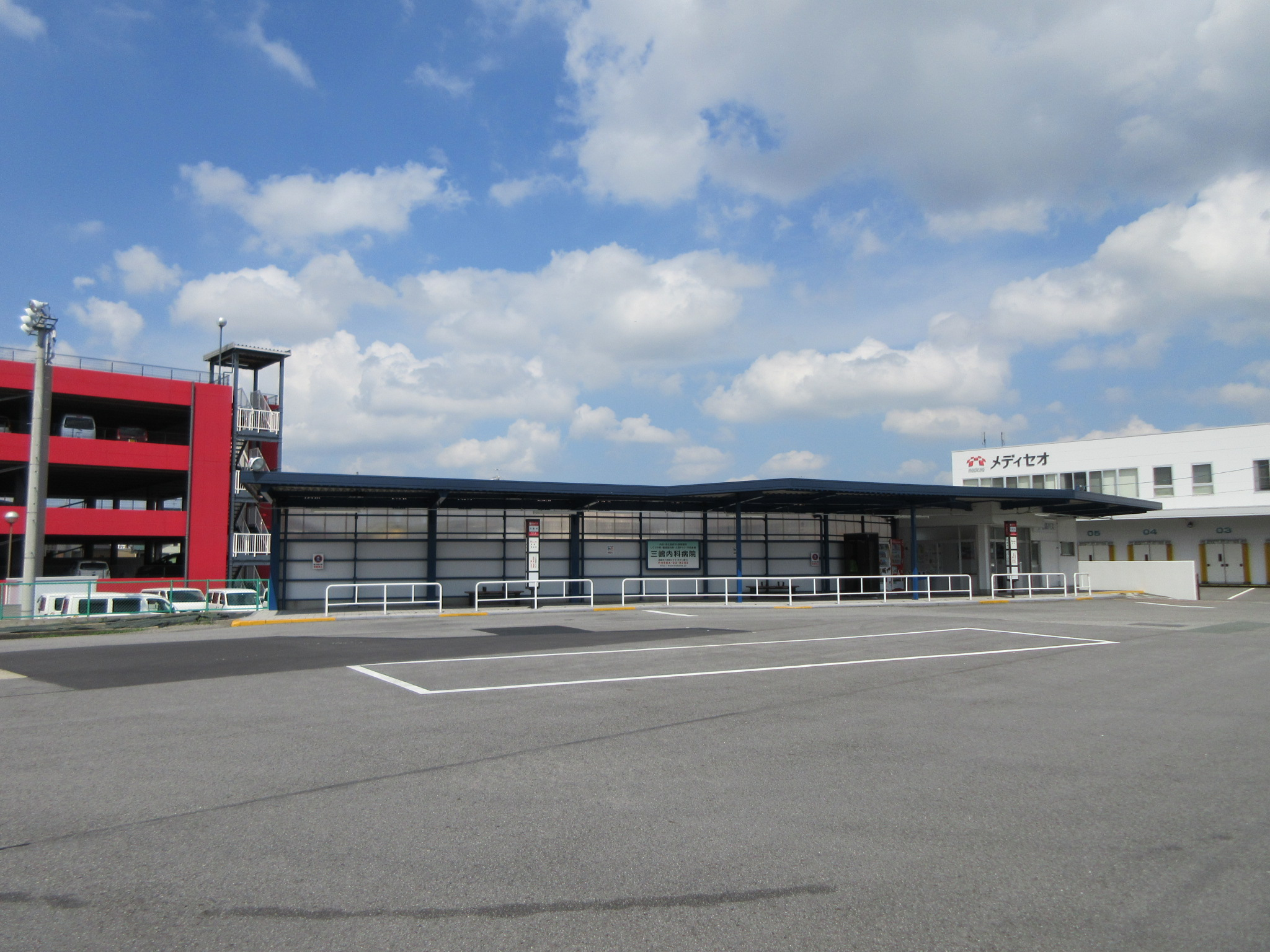
名鉄バス大樹寺バス停
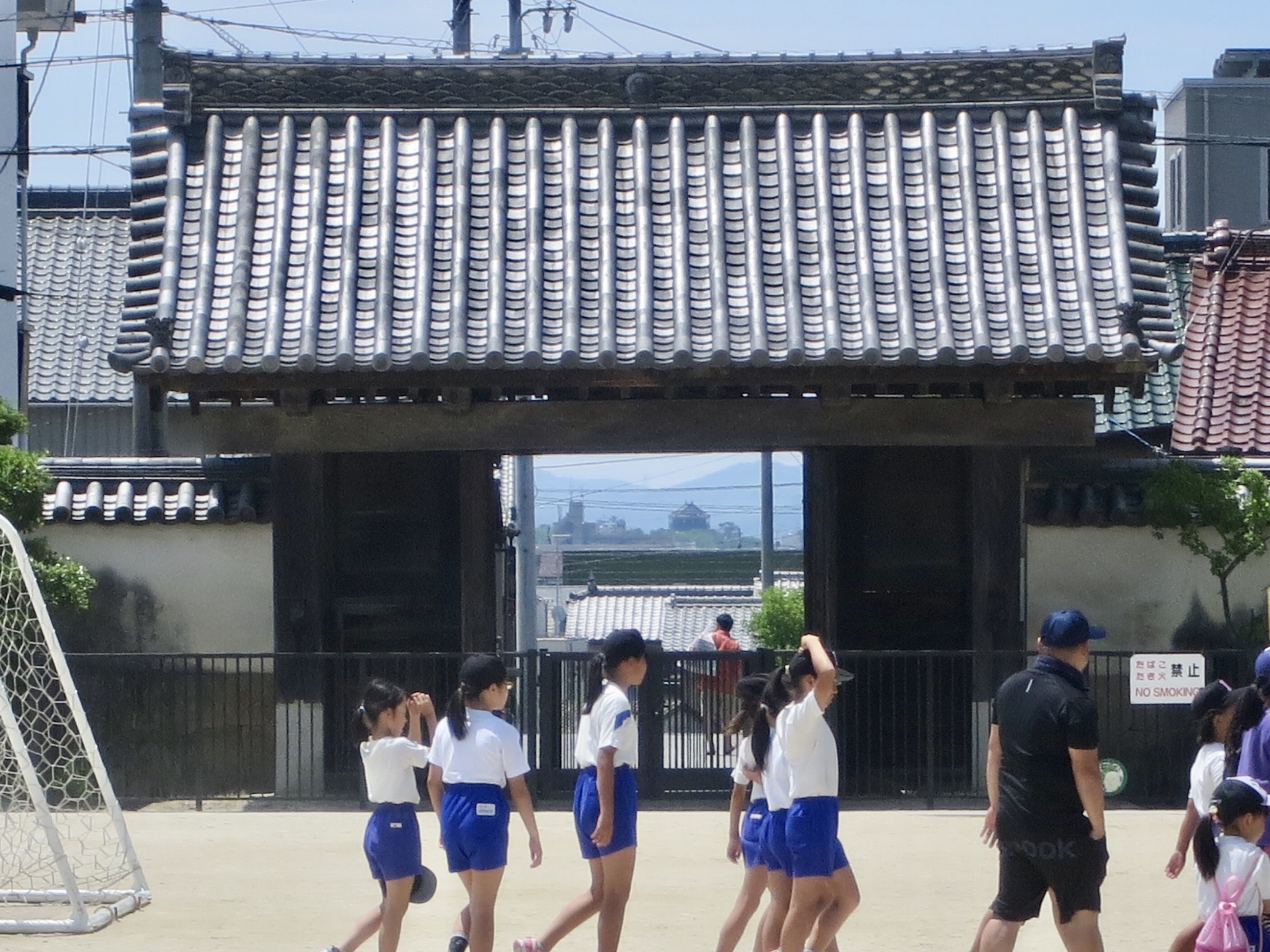
岡崎市立大樹寺小学校
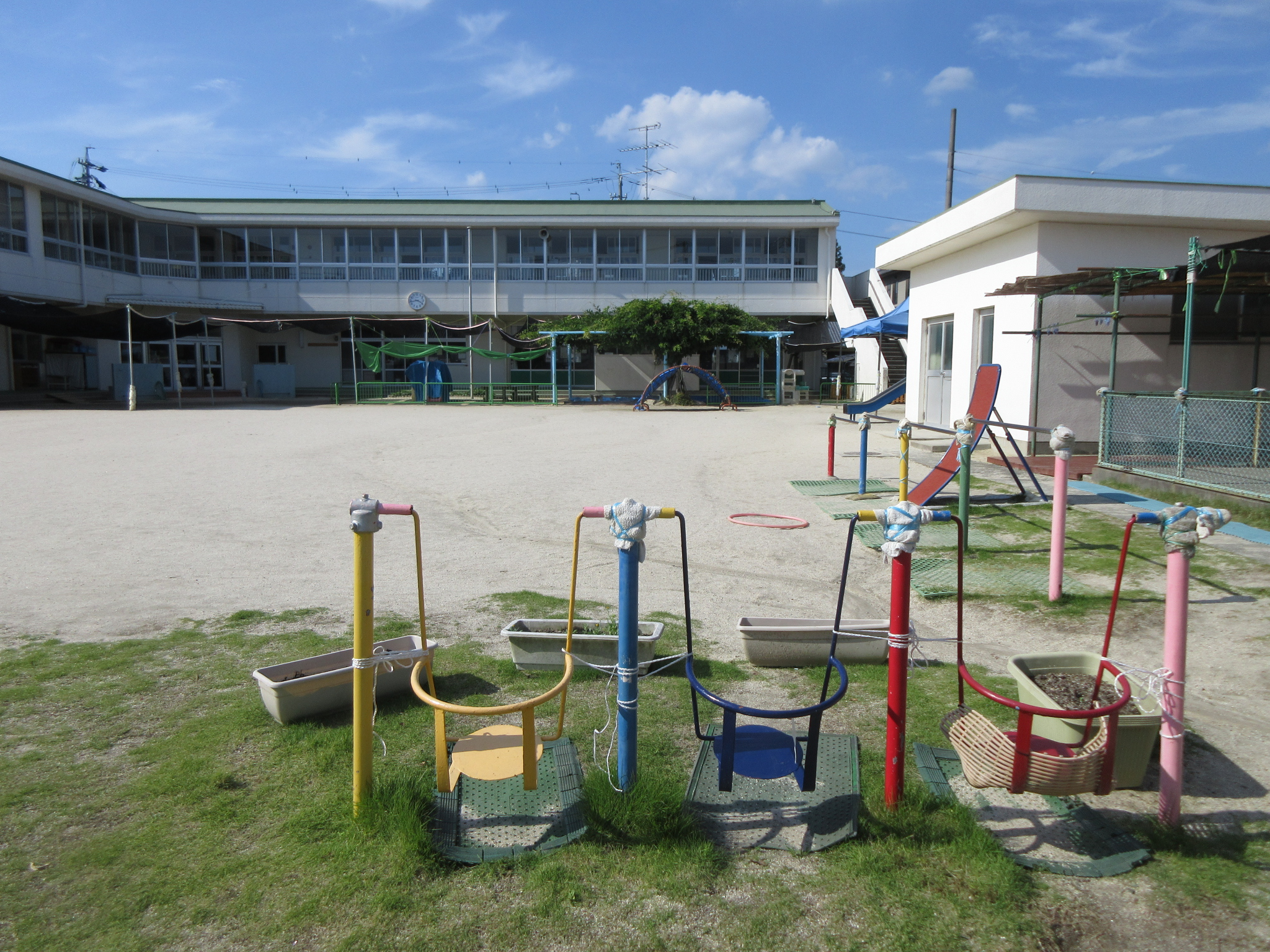
岡崎市大樹寺保育園
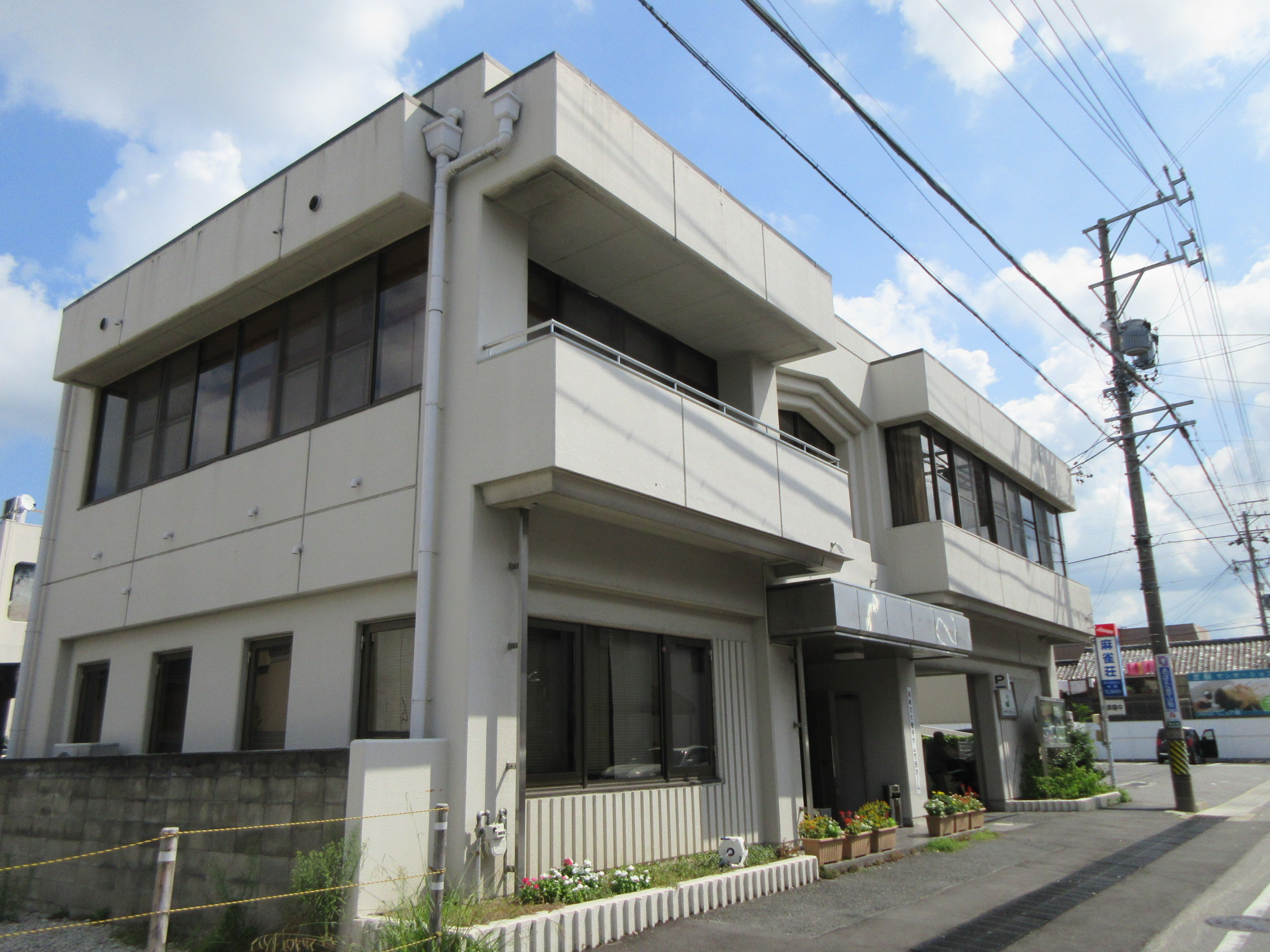
岡崎市大樹寺学区市民ホーム
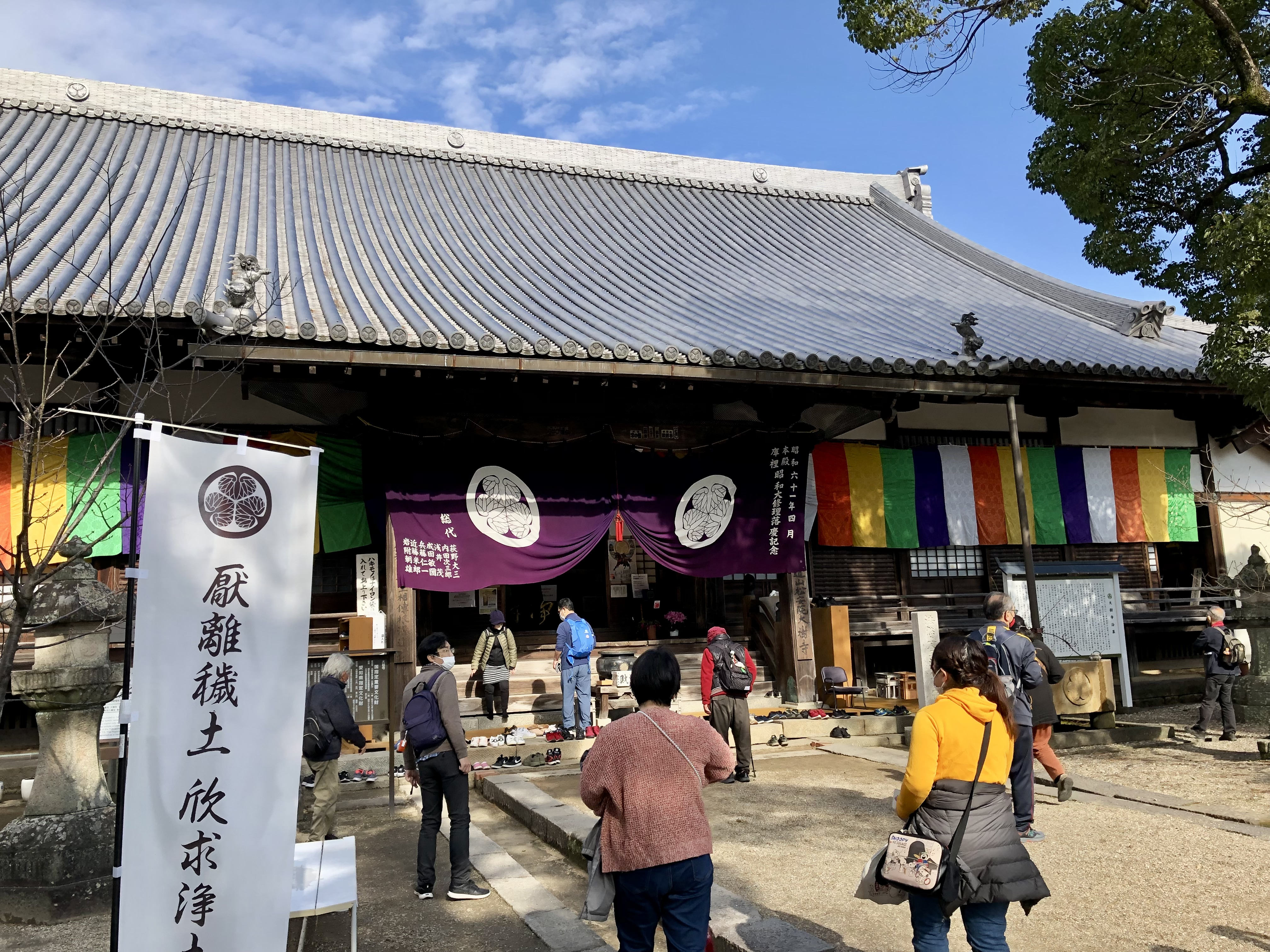
大樹寺
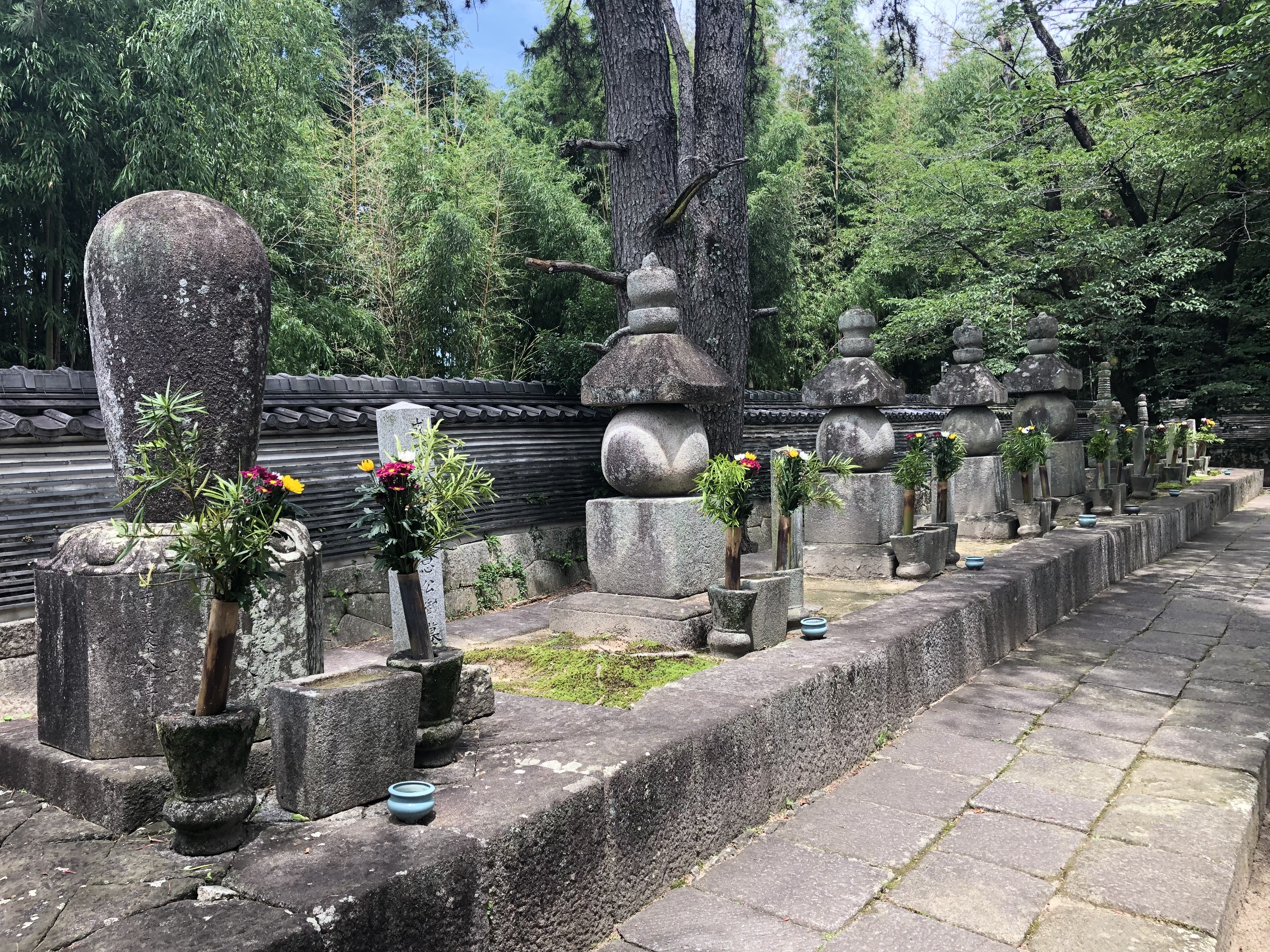
松平八代墓
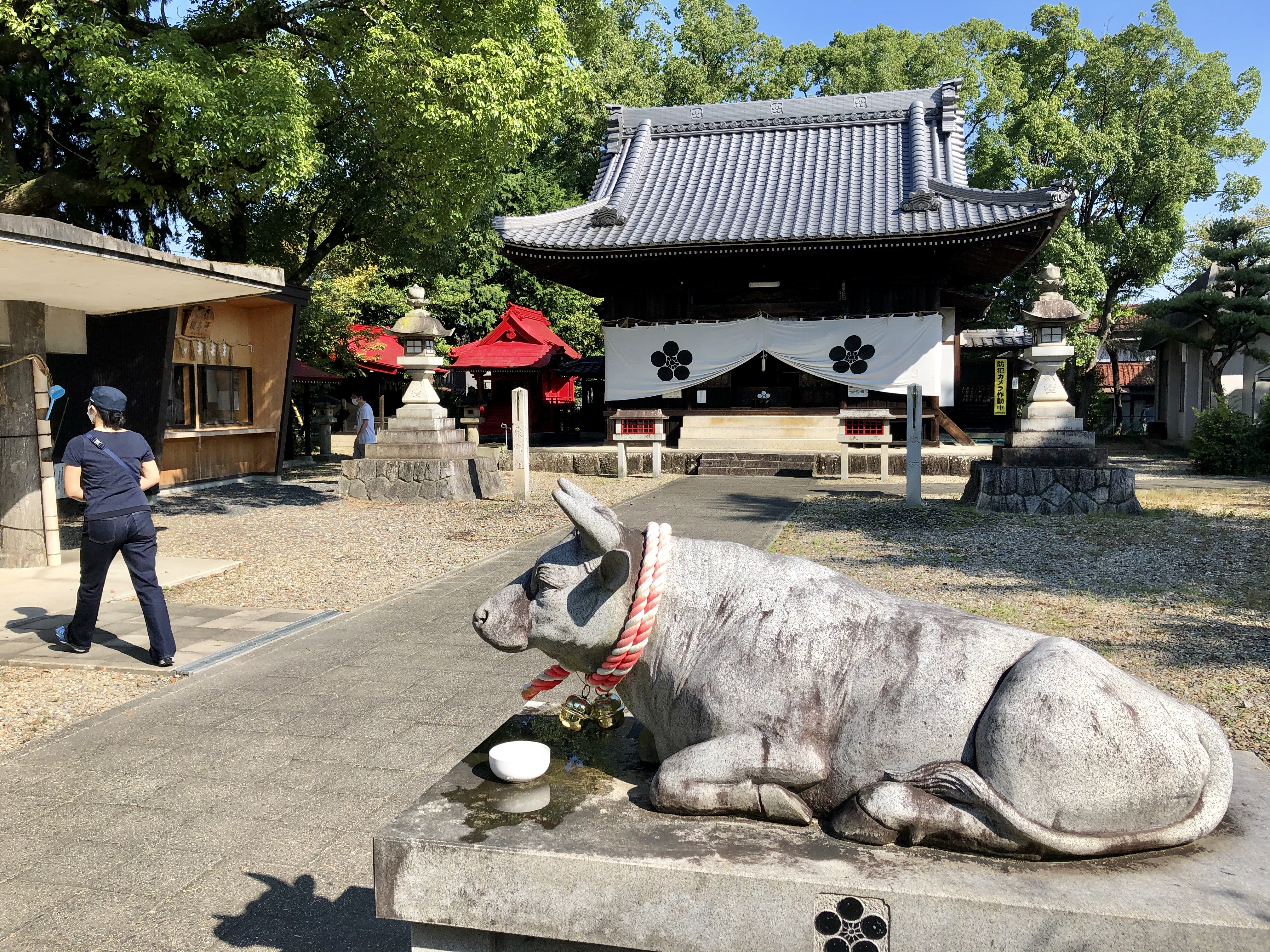
鴨田天満宮
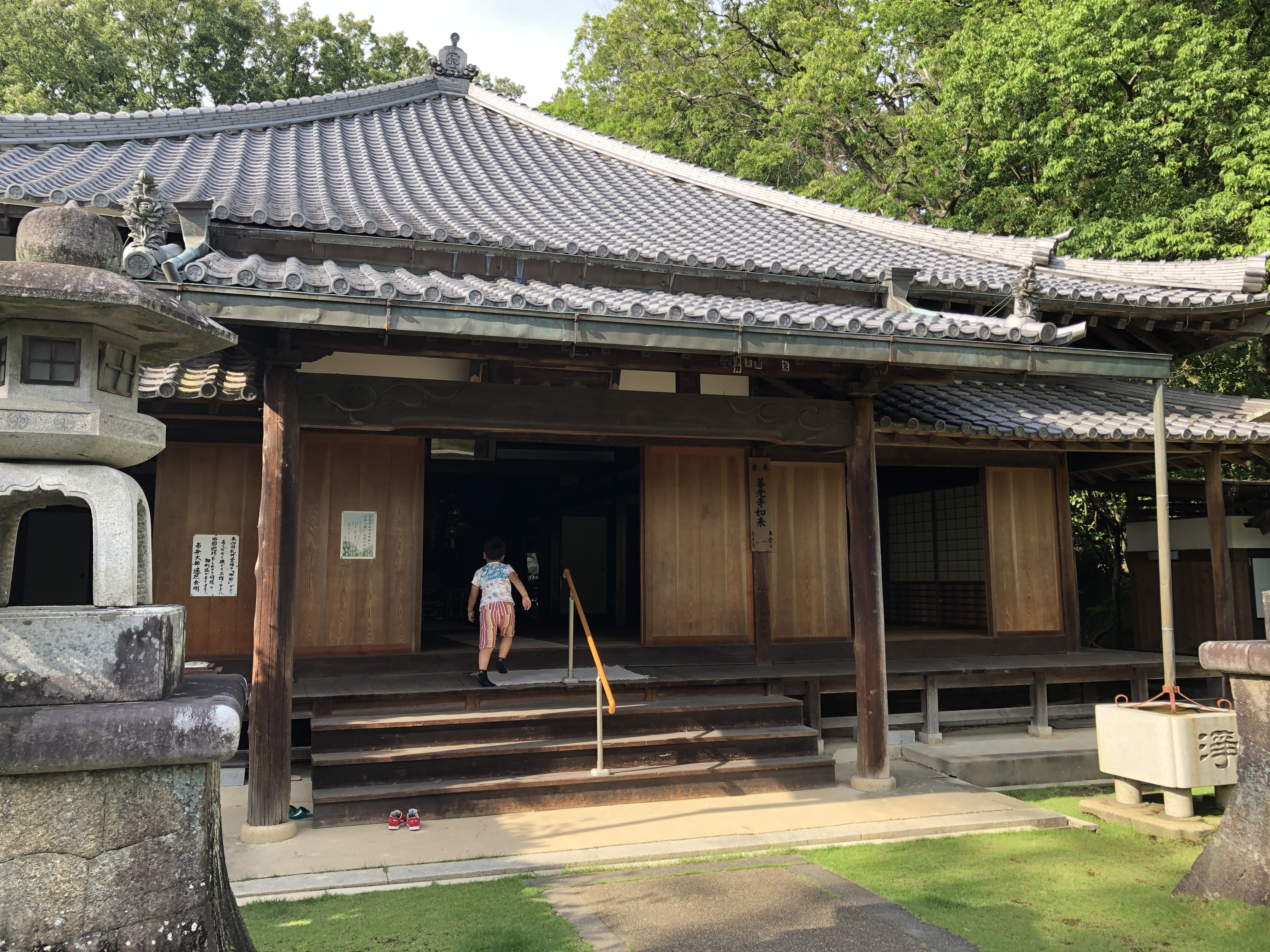
九品院
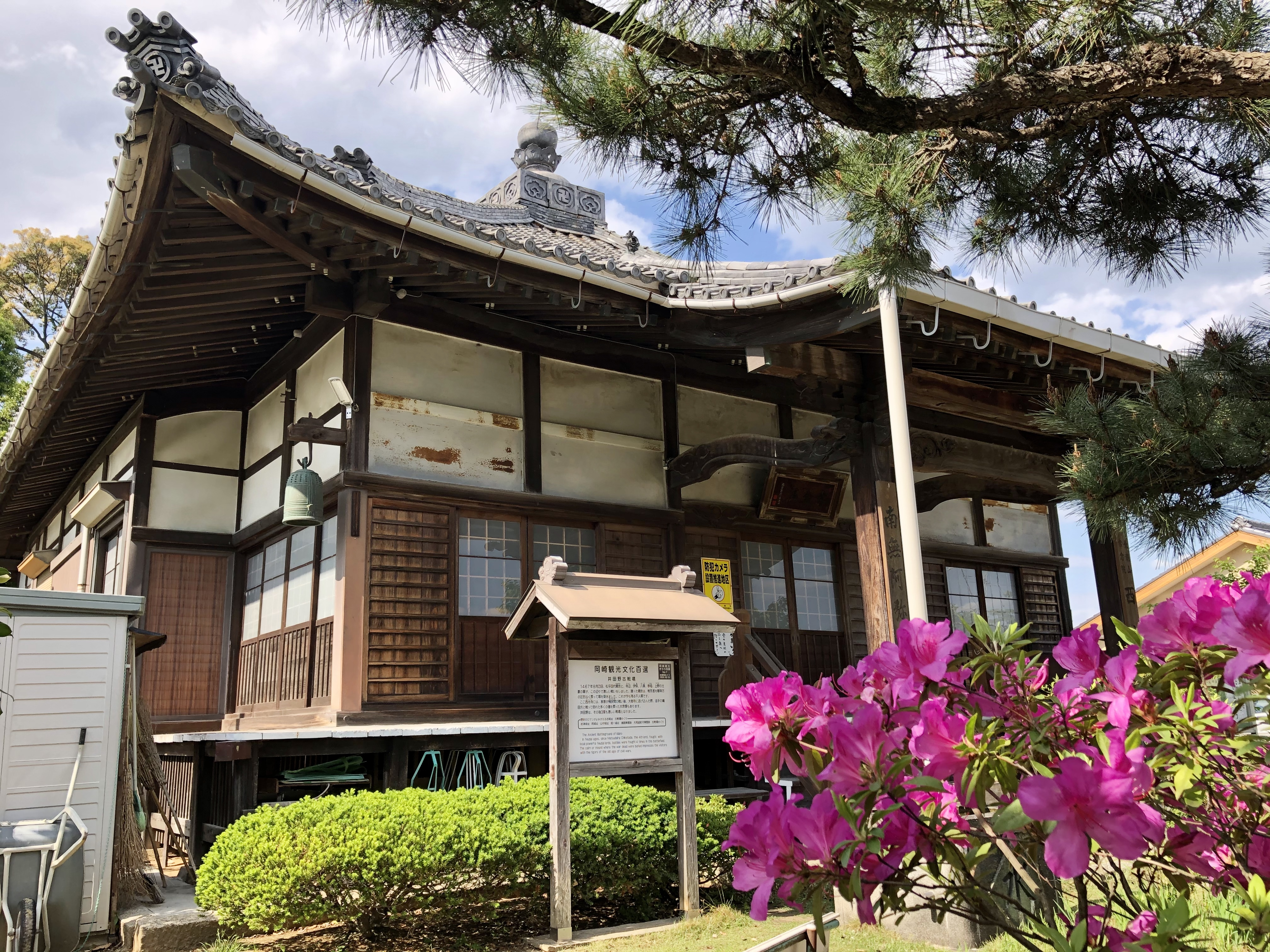
西光寺
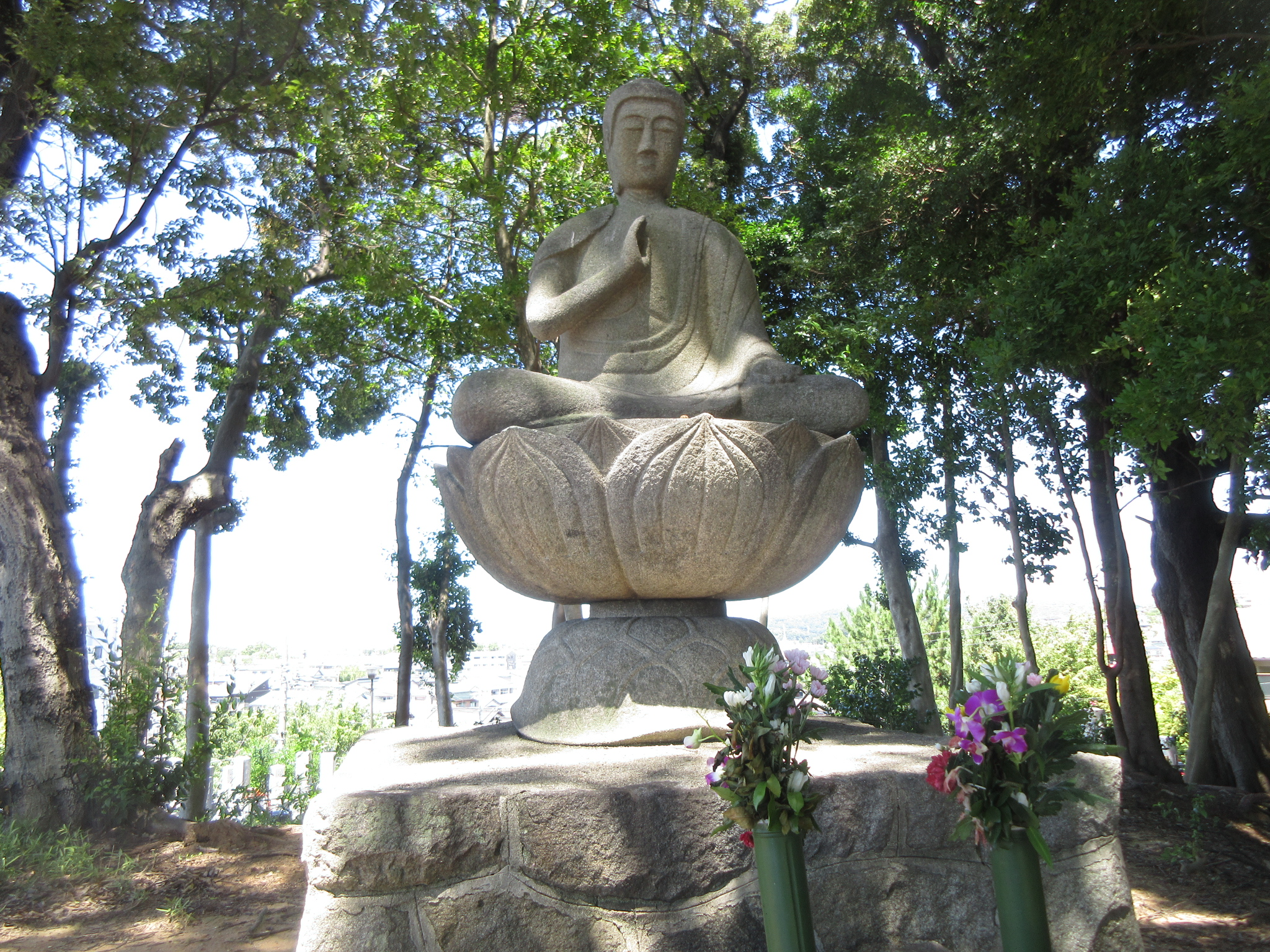
西光寺の阿弥陀如来石像（岡崎市指定文化財）
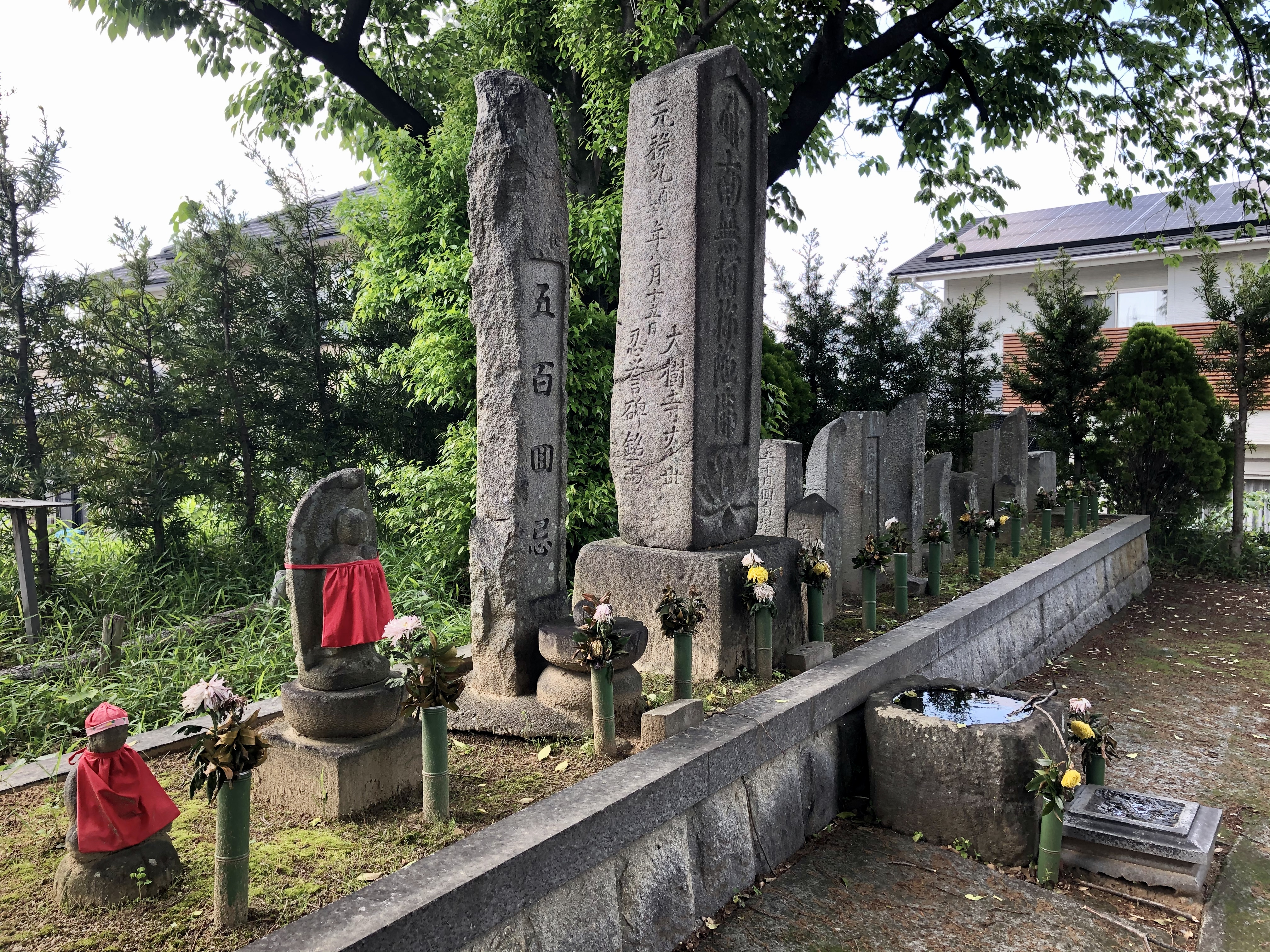
千人塚（岡崎市指定文化財）
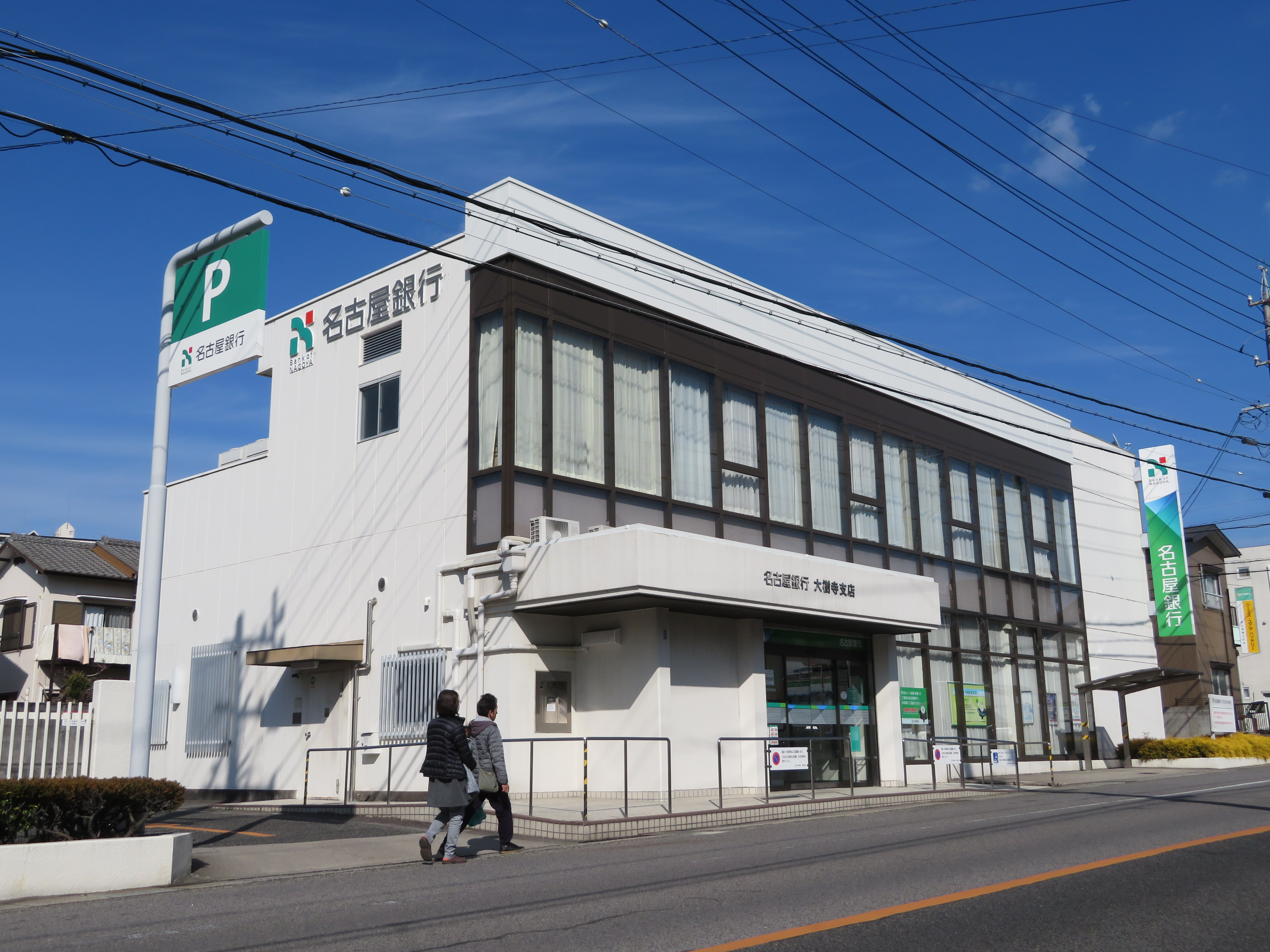
名古屋銀行大樹寺支店
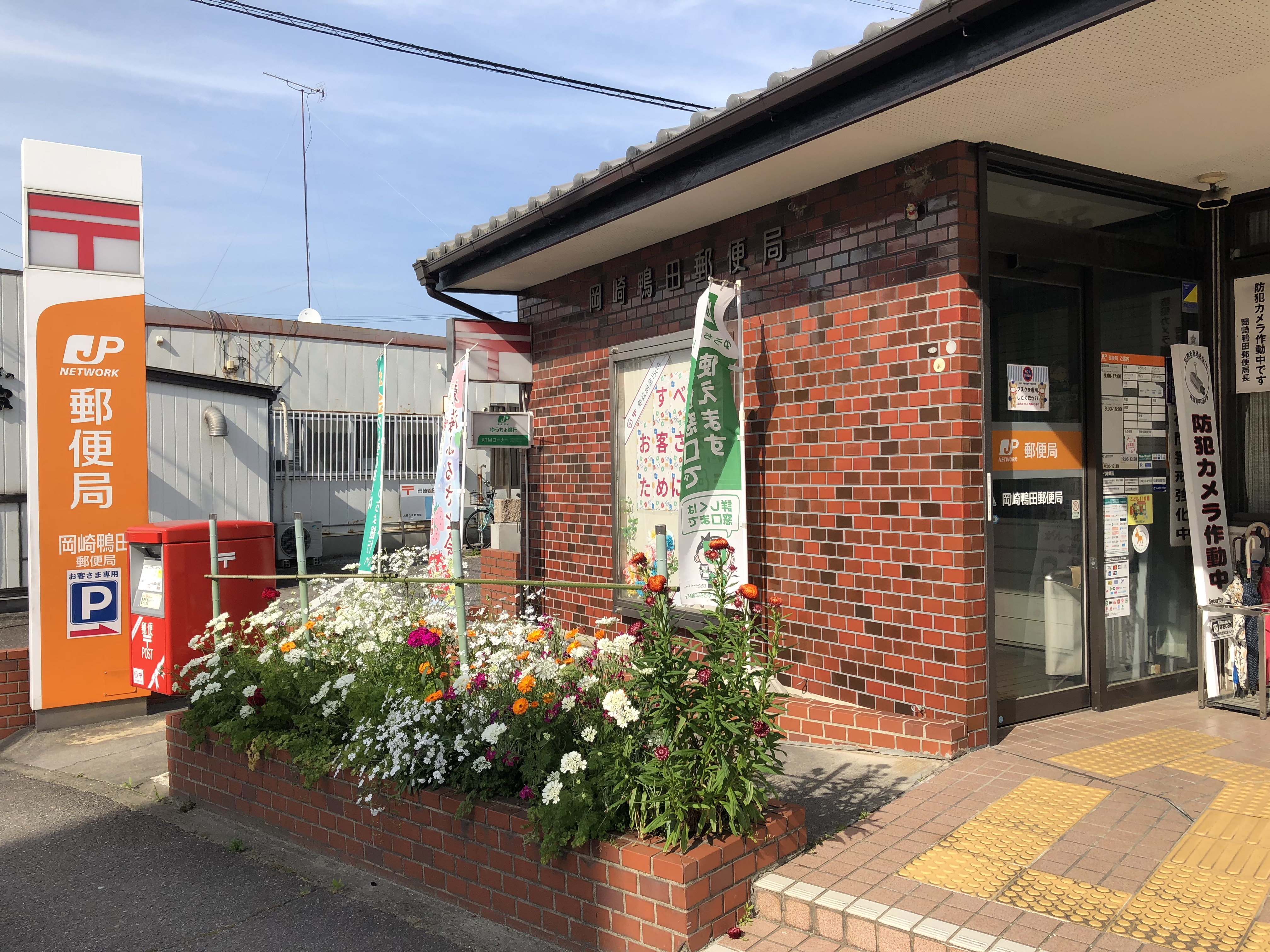
岡崎鴨田郵便局

## その他

### 日本郵便
- 郵便番号 : 444-2121[3]（集配局：岩津郵便局[26]）。